# She Used to Be Mine
"She Used to Be Mine" é uma canção composta pela cantora norte-americana Sara Bareilles, para um musical da Broadway chamado Waitress. Foi gravada pela própria Sara, e lançada em 25 de setembro de 2015 nas rádios como o primeiro single do álbum "What's Inside : Songs from Waitress". Seu videoclipe foi liberado em 22 de outubro do mesmo ano, e no dia seguinte, disponibilizado na Vevo.

## Informações
A canção, assim como as outras faixas do álbum, foi originalmente composto para um musical da Broadway, chamado Waitress, mas Sara resolveu por gravar suas composições e lançá-las em um álbum. Antes do lançamento oficial da versão de estúdio, Sara já se apresentava em shows com essa música.
A música será a faixa 10, e o primeiro single do álbum.

## Videoclipe
O videoclipe oficial foi gravado em preto e branco, e mostra Sara em um salão de show totalmente vazio. O vídeo se inicia com ela no camarim, se arrumando. Logo, ela vai ao palco, onde começa a tocar o piano. No final do clipe, ela vai à saída, e se senta na escadaria. Ao decorrer do vídeo, as cenas vão se alternando pra uma cena em que Sara está tocando piano, o mesmo que na segunda "parte" do videoclipe.
O vídeo agradou seus fãs e quem assistiu, sendo considerado por eles, o melhor da carreira da Sara até então.

## Paradas musicais
| Chart (2015)                                  | Melhor posição |
| --------------------------------------------- | -------------- |
| Estados Unidos (Billboard Adult Top 40)       | 31             |
| Estados Unidos (Billboard Digital Song Sales) | 49             |